# Alberto Jori
Alberto Jori (* 1965 in Mantua, Italien) ist ein italienischer Philosoph, der in Deutschland arbeitet.
Der ehemalige Stipendiat der Alexander-von-Humboldt-Stiftung ist ein Aristoteles-Forscher und außerplanmäßiger Professor für Philosophie an der Universität Tübingen. Seine Monographie über Aristoteles wurde 2003 mit dem Preis der Académie internationale d’histoire des sciences ausgezeichnet. Bedeutend sind auch seine Studien über Hippokrates von Kos und die medizinische Ethik. Er ist ein Schüler von Otfried Höffe und Vertreter der Praktischen Philosophie.

## Schriften
- Medicina e medici nell’antica Grecia: Saggio sul „Perì téchnes“ ippocratico. Il Mulino, Bologna/Neapel 1996, ISBN 88-15-05792-7.
- Aristotele: Il cielo. Introd., trad., note e apparati di Alberto Jori. Bompiani, Mailand 1999; 2. Auflage 2002.
  - Übersetzung: Aristoteles, Über den Himmel. Übersetzt und erläutert von Alberto Jori (= Aristoteles, Werke in deutscher Übersetzung 12/III). Akademie Verlag, Berlin 2009, ISBN 978-3-05-004303-6.
- Aristotele. Bruno Mondadori, Mailand 2003, ISBN 88-424-9737-1.
- Hermann Conring (1606–1681). Der Begründer der deutschen Rechtsgeschichte. MVK, Tübingen 2006, ISBN 3-935625-59-6.
- Das Unendliche: Eine philosophische Untersuchung. Books on Demand, Norderstedt 2010, ISBN 978-3-8423-3037-5.